# سیستم فنی‌اجتماعی
سیستم فنی‌اجتماعی(به انگلیسی Sociotechnical system) در نظریات توسعه سازمانی رویکردی به طراحی شغل سازمانی پیچیده‌است که تعامل میان افراد و فناوری را در محیط کار به رسمیت می‌شناسد. این عبارت همچنین به تعامل زیرساخت‌های پیچیده یک جامعه و رفتارهای انسانی اشاره دارد. از این زاویه دید جامعه و بیشتر زیرساختارهای آن نظام‌های فنی اجتماعی هستند. عبارت سیستم فنی اجتماعی در زبان انگلیسی برای اولین بار توسط اریک تریست، کن بامفورس و فرد امری در دوران جنگ دوم جهانی و بر اساس تجربه آن‌ها در مطالعه کارگران معدن در مؤسسه تاویستوک در لندن مفهوم سازی و بیان شد. در نظریه سیستم‌های فنی اجتماعی طراح سامانه نقش محوری دارد، یعنی طراحان می‌توانند سامانه را برای طیف متنوعی از اهداف بکار گیرند.
یک نوع سیستم که از تلفیق و درآمیختن جهان مصنوعات فنی و جهان تعاملات اجتماعی پدید می‌آید. مصنوعات فنی تابع قواعد فیزیکی هستند و بر مبنای یافته‌های علوم طبیعی و دانش مهندسی توصیف و طراحی می‌شود و ابعاد انسانی آن با علوم اجتماعی توصیف می‌شود. در چنین سیستم‌هایی کنش انسانی از جهات مختلف به‌شدت دخیل است. (ورماس، ۱۳۹۰، ۱۵۴–۱۵۵) فضای مجازی و سیستم ترافیک هوایی نمونه‌هایی از سیستم‌های اجتماعی-تکنیکی هستند. کارکرد سیستم اجتماعی-تکنیکی، نه تنها نیازمند مصنوعات فنی است، بلکه کنش انسان‌ها باید با یکدیگر و با مصنوعات فنی هماهنگ باشد. برای این منظور از نهادها و ساختارهای اجتماعی نظیر توافقات، قواعد، سنت‌ها و نظایر آن استفاده می‌شود. (ورماس، ۱۳۹۰: ۱۶۰)